# Вотье, Тристан
Тристан Вотье (фр. Tristan Vautier; родился 22 августа 1989 года в Сен-Мартен-д'Эр, Франция) — французский автогонщик. Чемпион серии Indy Lights (2012).

## Спортивная карьера

### Первые годы
Как и многие гонщики того времени, Тристан начал гоночную карьеру в картинге: а 1993 году его отец Эрик подарил ему детский карт, а также устроил ему первые тестовые заезды на трассе Laquais, в постройке которой он незадолго до того участвовал. С развитием карьеры младшего Вотье, этот автодром станет одним из его спонсоров. К девяти годам Тристан перерос любительский уровень и по договорённости с отцом получил в свои руки более профессиональную технику: в следующие пять лет гонки всё больше занимают его внимание, переросшая статус хобби. Дважды в эти сроки ему покоряется картинговый чемпионат региона Рона — Альпы.
К 13 годам семейство Вотье принимает решение двигаться в большой автоспорт и, для начала, устраивает Тристану тесты на машине класса Формула-Форд. До поры, однако, француз продолжает участвовать в картинговых соревнованиях и лишь в 2006 году, после успешных тестов в программе Mygale на трассе рядом с Монтлери, находит достаточное финансирование, чтобы арендовать себе место в кокпите одной из команд национального первенства Формулы-Рено Campus. Дебютный сезон принёс множество побед и борьбу за титул в личном зачёте, в итоге проигранную сокоманднику Кевину Эстре за счёт меньшего числа побед.
Следующие три года Вотье проводит в различных двухлитровых сериях Формулы-Рено, периодически проводя яркие гонки, но из-за недостатка финансирования гоняясь за не самые сильные команды. Также в этот период француз пробует себя в гонках GT, проведя несколько этапов национального первенства GT3 (где в одной из гонок, на мокром асфальте в Ногаро, помогает своему экипажу одержать победу). В 2009 году, для поиска дополнительного финансирования карьеры Тристана создаётся компания Tristan Vautier Events, занявшаяся организацией частных заездов на трассе Laquais. В этот период менеджмент француза убеждается в бесперспективности его формульной карьеры в Европе.

### Карьера в США
Собранного в Европе финансирования хватает на покупку места на весь сезон-2010 в Star Mazda Championship. По ходу этапов уча трассы, Тристан уже в первый год выигрывает пару гонок, а также до последнего борясь за титул лучшего новичка года, уступая его за счёт нескольких технических сходов. Через год, уже имея опыт настройки данной техники и зная все трассы чемпионата, Вотье все одиннадцать гонок чемпионата завершает в Top 5, одерживает четыре победы и с преимуществом в 25 очков становится победителем сезона. Финансовый бонус за этот титул от Mazda позволяет ему в 2012 году перейти в Indy Lights, подписав контракт с командой Сэма Шмидта.
Полученный за два года в Star Mazda опыт гонок на североамериканских трассах, в сочетании с чёткой работой команды, позволяют французу и в новой серии сразу же включится в борьбу за победы: уже в первый уик-энд чемпионата он в доминирующем стиле выигрывает соревнование на городской трассе в Сент-Питерсберге. Сезон проходит не без спадов и обидных штрафов (на главном этапе года — Freedom 100 — Тристан лишается потенциальной победы и пяти очков в чемпионате за излишне агрессивную езду), но к концу года Вотье оказывается на вершине личного зачёта, выиграв соревнование в стабильности у многоопытного аргентинца Эстебана Геррьери и колумбийцев Густаво Якамана и Себастьяна Сааведры.
В межсезонье Сэм Шмидт переводит француза в свою команду в IRL IndyCar, воспользовавшись небольшими спонсорскими деньгами Тристана, а также бонусом от организаторов за титул в Indy Lights. Его партнёром становится ещё один француз Симон Пажно.

## Статистика результатов в моторных видах спорта

### Сводная таблица
| 2006 | Французская Формула-Рено Campus           | Auto Sport Academy        | 13 | 6   | 5   | 6 | 195 | 2-й  |
| 2007 | Французская Формула-Рено 2.0              | Graff Racing              | 13 | 0   | 0   | 0 | 69  | 5-й  |
| 2007 | Еврокубок Формулы-Рено 2.0                | Graff Racing              | 6  | 0   | 0   | 0 | 22  | 15-й |
| 2008 | Западноевропейский кубок Формулы-Рено 2.0 | Epsilon Sport             | 15 | 0   | 0   | 0 | 79  | 6-й  |
| 2008 | Еврокубок Формулы-Рено 2.0                | Epsilon Sport             | 2  | 0   | 0   | 0 | 1   | 29-й |
| 2009 | Формула Палмер Ауди                       |                           | 20 | 3   | 6   | 6 | 303 | 4-й  |
| 2009 | Еврокубок Формулы-Рено 2.0                | iQuick Valencia           | 2  | 0   | 0   | 0 | 0   | НК   |
| 2009 | ФИА Формула-2                             |                           | 2  | 0   | 0   | 0 | 9   | 13-й |
| 2009 | Чемпионат Франции GT3                     | н/д                       | 4  | н/д | н/д | 1 | н/д | н/д  |
| 2010 | Star Mazda Championship                   | Andersen Racing           | 13 | 0   | 0   | 2 | 400 | 5-й  |
| 2011 | Star Mazda Championship                   | JDC MotorSports           | 11 | 4   | 4   | 4 | 426 | 1-й  |
| 2011 | Formula Speed — FCCWC                     | н/д                       | 1  | 1   | 1   | 1 | 29  | 1-й  |
| 2012 | Indy Lights                               | Sam Schmidt Motorsports   | 12 | 5   | 3   | 4 | 461 | 1-й  |
| 2013 | RSCS (класс GX)                           | Yellow Dragon Motorsports | 1  | 0   | 0   | 0 | 0   | НК   |

### Гонки формульного типа

#### Indy Lights
| 2012 | Schmidt | STP 1 | ALA 2 | LBH 3 | INDY 3 | DET 5 | MIL 1 | IOW 4 | TOR 11 | EDM 6 | TRO 1 | BAL 1 | FON 4 | 461 | 1-й |

Жирным выделен старт с поул-позиции. Курсивом — быстрейший круг в гонке.